# جزيرة سيماما
جزيرة سيماما وهي جزيرة من جزر إندونيسيا، وتقع في إقليم كالمنتان الشرقية.